# سماح (رفحاء)
سماح قرية ومركز إداري من فئة (أ) تابع لمحافظة رفحاء بمنطقة الحدود الشمالية في السعودية.